# Anastassija Alexandrowna Falejewa
Anastassija Alexandrowna Falejewa (russisch Анастасия Александровна Фалеева, wiss. Transliteration Anastasija Aleksandrovna Faleeva; * 2. November 2000) ist eine russische Skilangläuferin. 

## Werdegang
Falejewa startete im Dezember 2016 in Krasnogorsk erstmals im Eastern-Europe-Cup und belegte dabei die Plätze 81 und 48 im Sprint. Bei den Junioren-Skiweltmeisterschaften 2019 in Lahti gewann sie die Silbermedaille mit der Staffel. Zudem errang sie dort den 14. Platz im 15-km-Massenstartrennen und den sechsten Platz im Sprint. Im folgenden Jahr belegte sie bei den Junioren-Skiweltmeisterschaften in Oberwiesenthal den 31. Platz im Sprint, den 17. Rang über 5 km klassisch und den fünften Platz mit der Staffel. Zu Beginn der Saison 2020/21 erreichte sie in Werschina Tjoi mit Platz zwei über 10 km klassisch und Rang eins im Sprint ihre ersten Podestplatzierungen im Eastern-Europe-Cup. Es folgte darauf bei der Tour de Ski 2021 ihr Debüt im Weltcup in Val Müstair, wo sie den 63. Platz im Sprint belegte. Bei den U23-Weltmeisterschaften 2021 in Vuokatti gewann sie die Silbermedaille mit der Mixed-Staffel. Zudem wurde sie dort Sechste im Sprint. Zu Beginn der Saison 2021/22 holte sie in Ruka mit dem 24. Platz im Sprint ihre ersten Weltcuppunkte und bei den U23-Weltmeisterschaften 2022 in Lygna die Bronzemedaille mit der Mixed-Staffel. Zudem wurde sie dort Neunte im Sprint und Sechste über 10 km klassisch.

## Siege bei Continental-Cup-Rennen
| Nr. | Datum            | Ort            | Disziplin        | Serie              |
| --- | ---------------- | -------------- | ---------------- | ------------------ |
| 1.  | 1. Dezember 2020 | Werschina Tjoi | Sprint klassisch | Eastern Europe Cup |